# L'Enlèvement du président
Pour plus de détails, voir Fiche technique et Distribution.
L'Enlèvement du président (The Kidnapping of the President) est un film américano-canadien réalisé par George Mendeluk, sorti en 1980.

## Synopsis
Lors d’une visite d’État au Canada, le président Adam Scott est averti par l’agent des services secrets Jerry O’Connor d’une menace potentielle pour sa vie. Scott ignore l’avertissement d’O’Connor et est par conséquent enlevé (alors qu’il se promenait au Nathan Phillips Square à Toronto) par le terroriste sud-américain Roberto Assanti et sa complice. Ils exigent 100 millions de dollars en diamants ainsi que deux avions comme rançon pour le retour sain et sauf du président.
Alors que Scott est retenu prisonnier dans un piège de camion blindé avec des explosifs puissants programmés pour exploser à minuit, O’Connor doit trouver un moyen d’entrer dans le camion pour le sauver avant que cela ne se produise, tout en faisant face à une guerre de territoire entre diverses agences fédérales américaines d’application de la loi et aux ambitions politiques du vice-président américain. Ethan Richards.
L’agent O’Connor finit par convaincre l’un des membres du groupe terroriste d’Assanti de se retourner contre Assanti, ce qui a causé la mort de la sœur d’Assanti. O’Connor apprend le plan d’Assanti pour le président et élabore un plan pour sauver le président en passant à travers le moteur et le pare-feu avec un chalumeau.

## Fiche technique
- Titre : L'Enlèvement du président
- Titre original : The Kidnapping of the President
- Réalisation : George Mendeluk
- Scénario : Richard Murphy d'après un livre de Charles Templeton
- Musique : Nash the Slash et Paul Zaza
- Directeur de la photographie : Mike Molloy
- Montage : Michael MacLaverty
- Direction artistique : Douglas Higgins
- Création des costumes : Angie Vastagh
- Producteurs : George Mendeluk, John Ryan et Joseph Sefel (producteur exécutif)
- Société de production : Presidential Films et Sefel Films
- Distribution : Crown International Pictures et Saguenay Films
- Pays de production :  États-Unis |  Canada
- Genre : Film dramatique, Thriller
- Format : Couleur - 35 mm - 1,85:1 - Son : Mono
- Durée : 114 minutes
- Dates de sortie : 
  - États-Unis : 15 août 1980
  - Canada : 19 septembre 1980

## Distribution
- William Shatner : Jerry O'Connor
- Hal Holbrook : Président Adam Scott
- Van Johnson : Vice Président Ethan Richards
- Ava Gardner : Beth Richards
- Miguel Fernandes : Roberto Assanti
- Cindy Girling : Linda Steiner
- Elizabeth Shepherd : Joan Scott
- Michael J. Reynolds : MacKenzie
- Gary Reineke : Deitrich
- Maury Chaykin : Harvey Cannon
- Murray Westgate : Archie Standler
- Ken Anderson : Willis
- Sully Boyar : Chef FBI
- Patrick Brymer : Jesus Freak
- Jackie Burroughs : Femme agent
- Larry Duran : Agent du FBI